# Рјоне Маркучи (Кјети)
Рјоне Маркучи (итал. Rione Marcucci) је насеље у Италији у округу Кјети, региону Абруцо.
Према процени из 2011. у насељу је живело 15 становника. Насеље се налази на надморској висини од 710 м.